# 菰川
菰川（こもがわ）は、福岡市中央区鳥飼附近の下水道から流れ、博多湾に注ぐ河川。

## 地理
現在の菰川は、福岡市中央区鳥飼二丁目と同区草香江一丁目との境界あたりにある水源（下水道）から明治通りまでは暗渠として鳥飼及び今川と大濠及び黒門との間に築造された道路の下を流れ、その後、開渠としてよかトピア通り（地行橋）までは地行と唐人町との間を、最後は埋立地である地行浜と福浜との間を流れ、博多湾に注ぐ。暗渠の区間は福岡県道557号東油山唐人線、福岡市道大濠東油山線及び福岡市道大濠1166号線として整備されている。開渠の区間のうち明治通りからよかトピア通りまでは、併走する市道唐人町草ヶ江線の一部（歩道等）が河川の上部に張出している。よかトピア通りから下流側は、両岸の地行浜及び福浜が公有水面を埋立ててできた造成地であるため、本来の海岸線から先の河口部は港湾管理者が管理する港湾区域となっている。また、この港湾区域との境の東側には黒門川（暗渠）が合流している（写真）。

菰川の写真
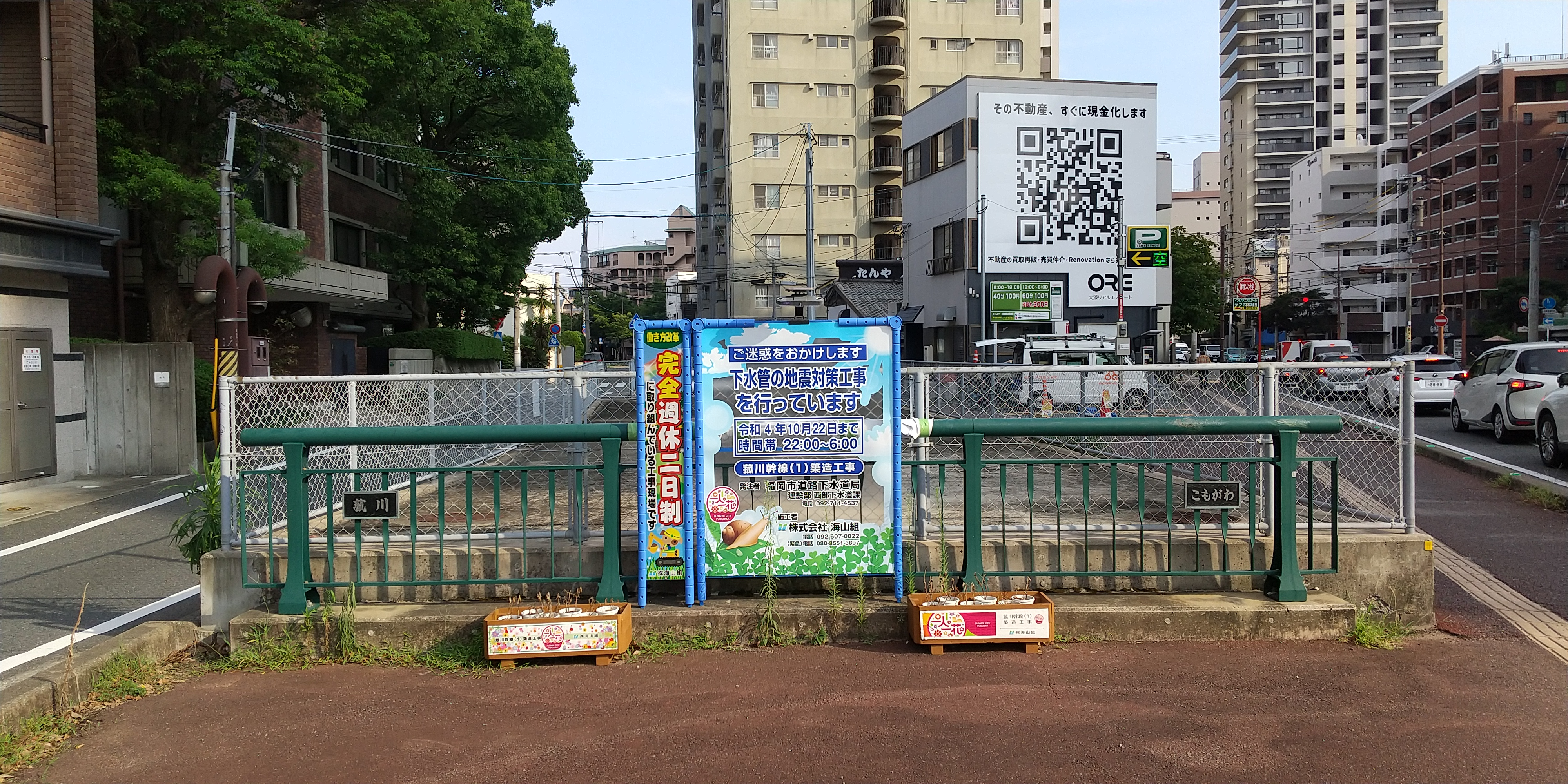
鳥飼の水源地（下水道施設）、残された欄干
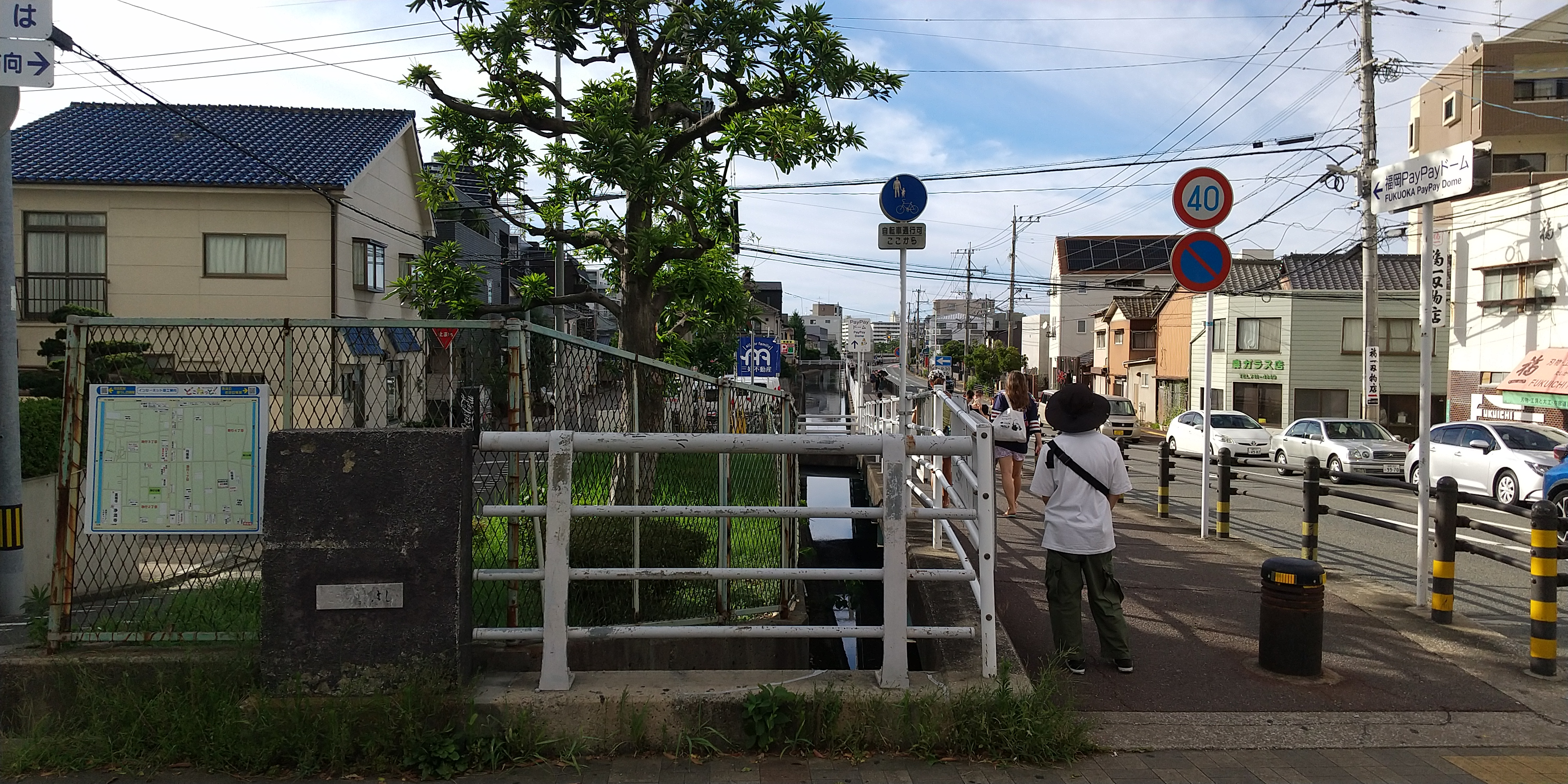
明治通りよりの開渠と張出橋
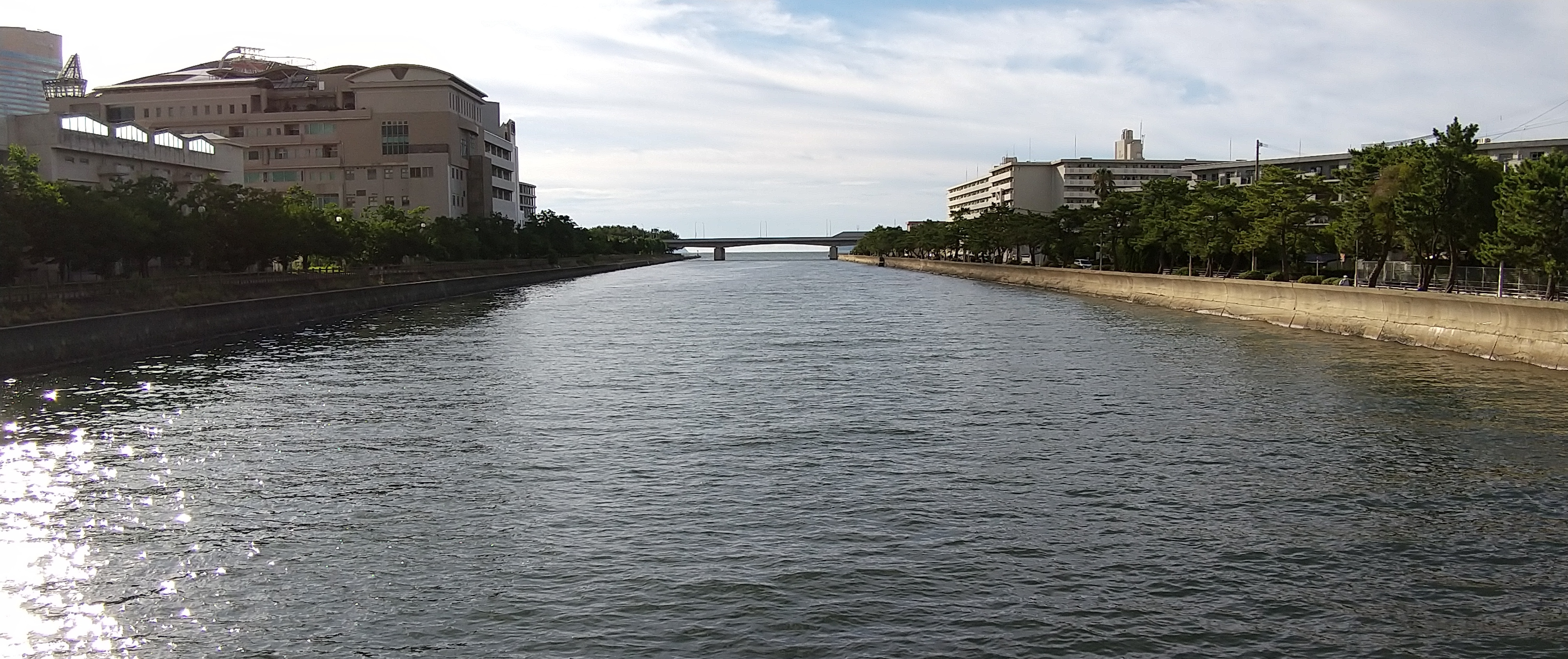
よかトピア通りより下流側、遠方は福岡高速環状線

## 歴史
古図によると19世紀初めの頃には、現在の六本松や草香江あたりまで上流側が伸びており、また、埋立が進む前の大濠池に向かって支川が分岐していたことが確認できる。また、2004年に暗渠になる前には菰川の上に旧唐津街道が通る簗橋（）があったが、現在は菰川の上を通る福岡県道557号東油山唐人線の西脇に石碑と説明版を残すのみとなっている。

菰川の変遷
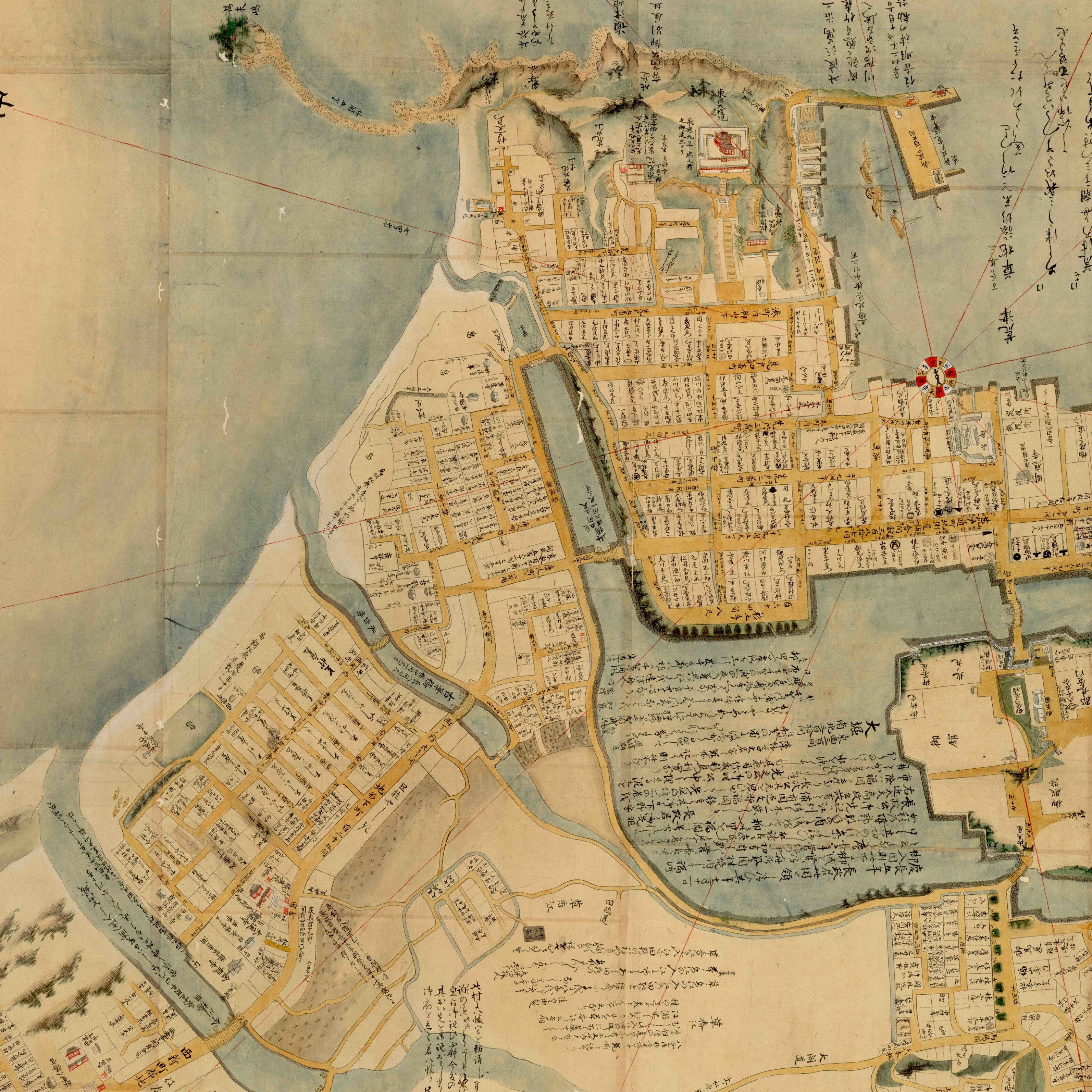
『福岡城下町・博多・近隣古図』（九州大学附属図書館所蔵）の部分、大濠池の南側まで確認
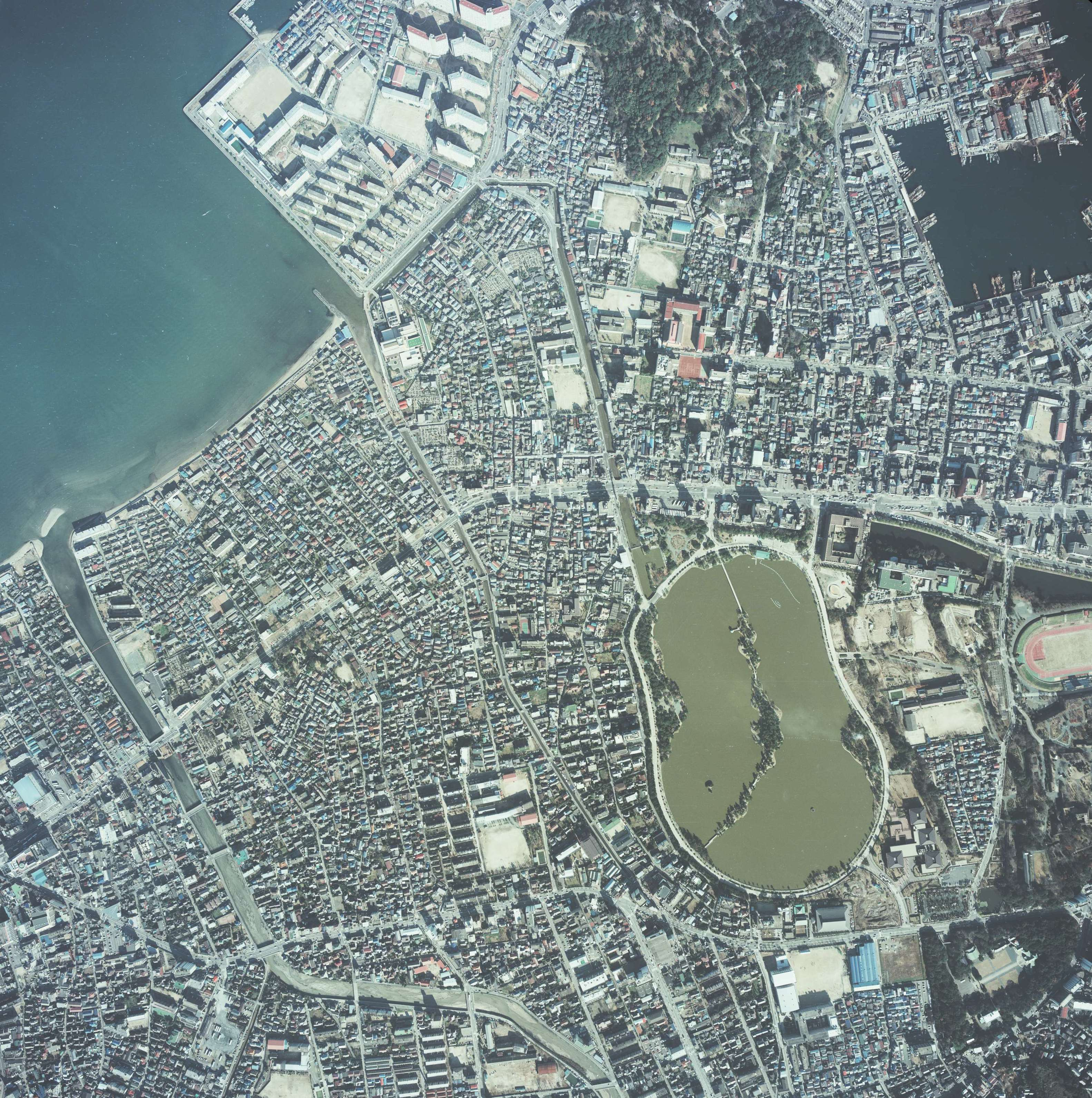
1981年12月4日撮影の福岡市中央区の国土地理院航空写真、大濠公園の西方が開渠
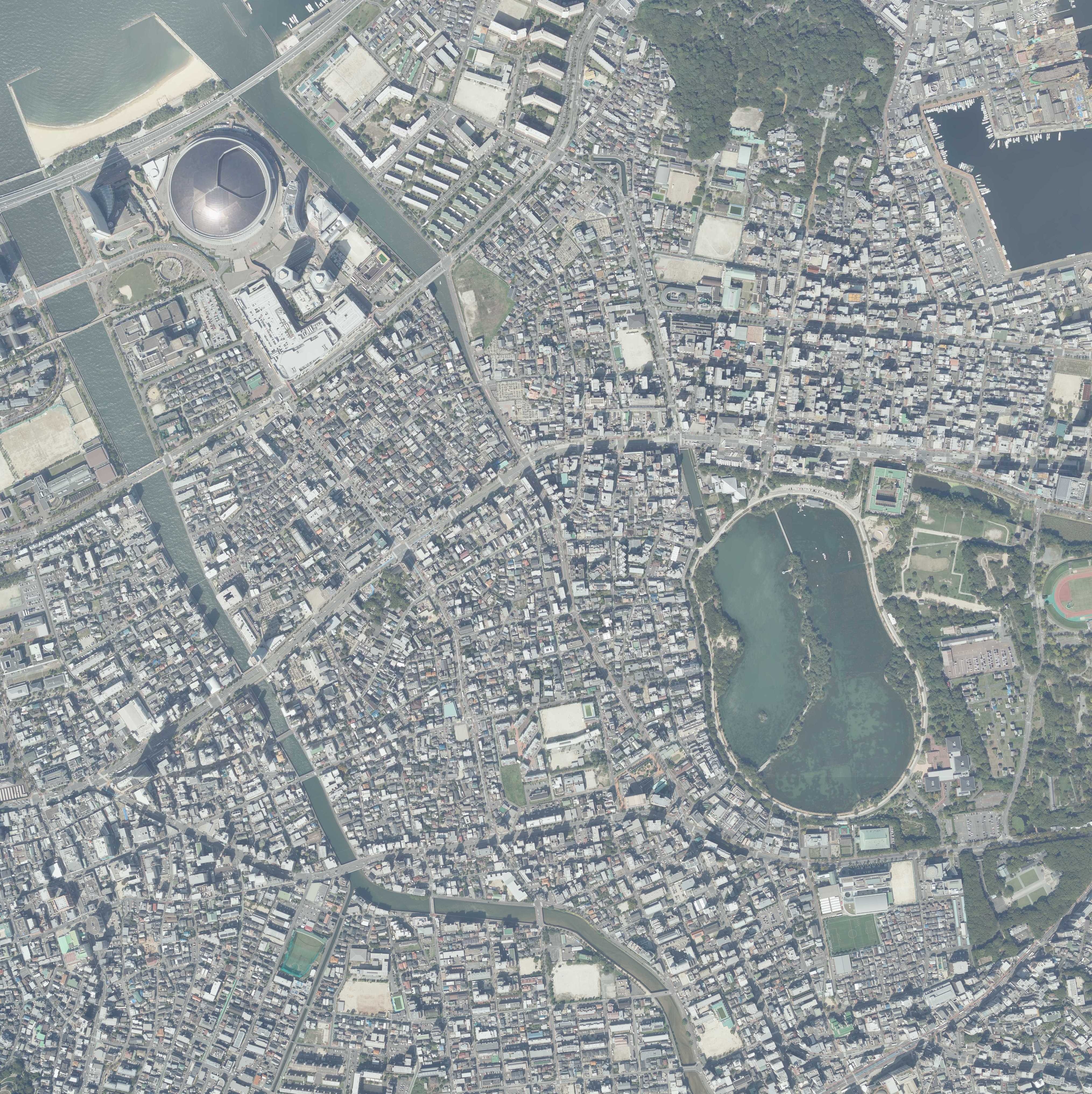
2020年10月5日撮影の福岡市中央区の国土地理院航空写真、大濠公園の西方が暗渠

## 名所・旧跡
- 簗橋（）の石碑[注釈 7]

名所・旧跡の写真
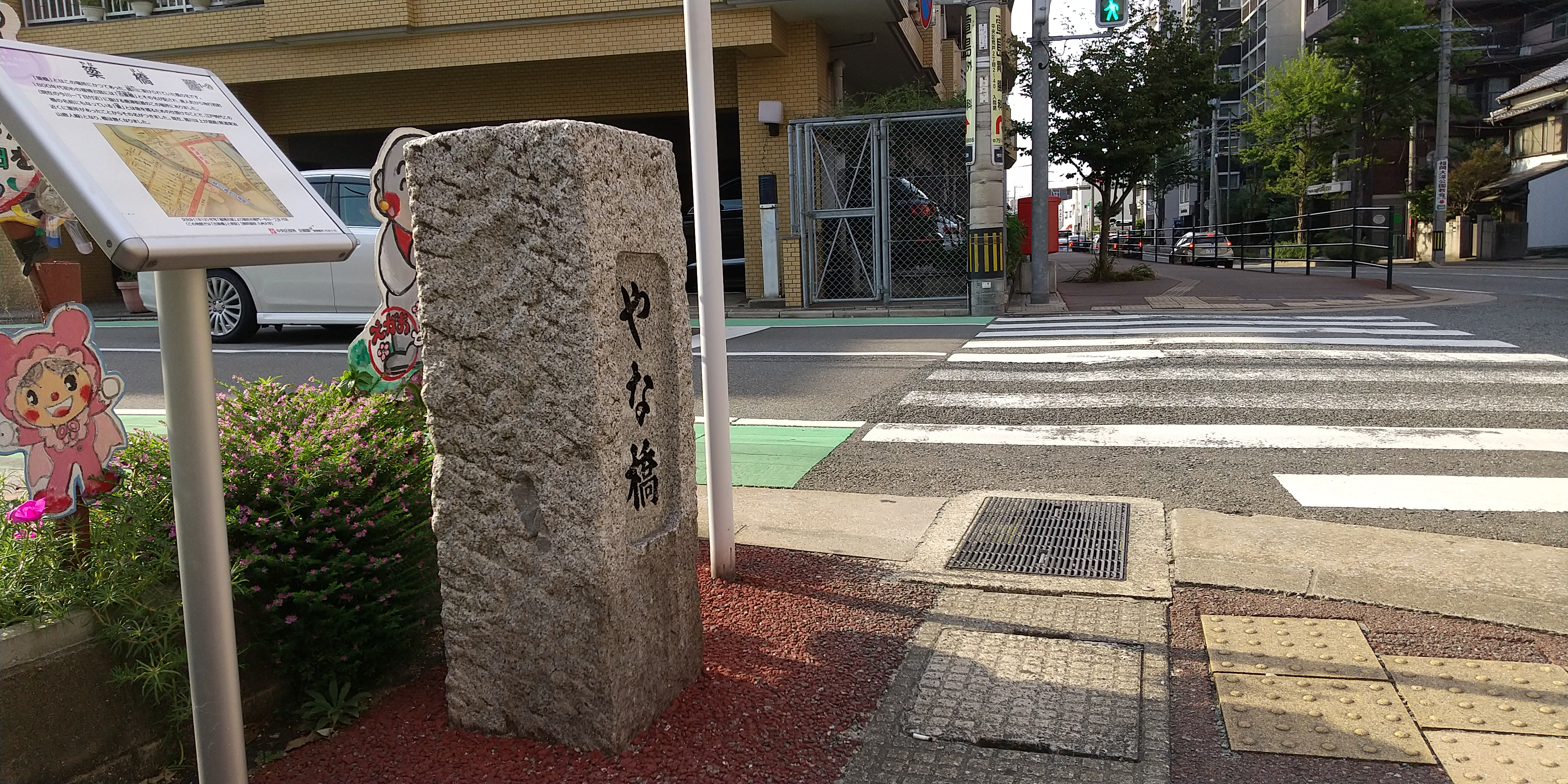
簗橋の石碑